# 5 cm Panzerabwehrkanone 38
Az 5 cm Panzerabwehrkanone 38 (L/60) (rövidítve 5 cm PaK 38 (L/60), magyarul 5 cm-es páncéltörő löveg 38) egy német páncéltörő lövege volt amelyet a Rheinmetall-Borsig AG fejlesztett ki 1938-ban.

## Története
1940-ben a 3,7 cm PaK 36 páncéltörő ágyú, amely a páncélok vastagságának növekedésével teljesen elavulttá vált ezért megérett a leváltásra. A Rheinmetall-Borsig AG mérnökei tudták a löveg korlátozott páncélátütő-képességét ezért 1937-ben hozzáláttak egy új páncéltörő ágyú kifejlesztésébe amelynek eredményeként 1938-ban megjelent az 5 cm KwK L60 Pak 38. A fegyvert 1939-ben kezdték el gyártani a német hadsereg számára de nem volt elég kiszállítási kapacitás ezért csak 1940 nyárának közepén kerültek ki az első példányok a csapatokhoz. 1941-re A Barbarossa hadművelet kezdetén ez lett a német Wehrmacht rendszeresített páncéltörő ágyúja. Amikor a németek szembekerültek a szovjet tankokkal a Pak 38-as volt az egyike azoknak a korai lövegeknek, amelyek alkalmasak voltak biztonságos távolságból átütni a T–34 45mm-es páncélzatát. A gyártás terén azonban a hadiipar nem tudta az igényeket kielégíteni hogy kitöltsék a frontvonal igényeit, ezért a csatatereken még egy ideig használtak francia Canon de 75 modéle 1897 75 mm-es ágyúkat is. Egyetlen fegyver ára 10 600 birodalmi márka volt (összehasonlításképpen a 2,8 cm schwere Panzerbüchse 41 páncéltörő ágyú 4520 birodalmi márkába került).

## Technika
A Pak 38 egy jól megtervezett ágyú ívelt pajzzsal és acél keréktárcsákkal, amelynek érdekessége hogy telepítéskor leszedhették róla a kereket így kisebb lett a sziluettje és könnyebb volt elrejteni. Könnyű súlya miatt könnyen mobilizálható, általában 1 tonnás féllánctalpas járművek vontatták. A futómű torziós felfüggesztést kapott és szabványos nyomtávú volt. Az ágyúcsövet könnyű ötvözetekből gyártották és csőszájfékkel is ellátták a nagyobb tűzerő érdekében. Az ágyú tervezésekor figyelembe vették a kezelők igényeit ennek köszönhetően könnyen kezelhető lett. Ezen felül, a löveghez használni lehetett a Panzergranate 40 APCR lövedéket, amelyek volfrám-karbid maggal volt ellátva, így képes volt átütni a nehezebb KV–1 harckocsik páncélzatát is. A hozzá rendszeresített új típusú volfrám-üreges lőszert egy lefoglalt cseh páncéltörő lövedék mintájából készítették amely tökéletesen bevált. A sűrű volfrám lényege, hogy nagyobb a szakítószilárdsággal bír (még magas hőfokon is) mint az acél lövedék így vastagabb homogén páncélzatot is képes átégetni. Habár a löveg gyorsan elavulttá vált mivel a volfrámból egyre kevesebb volt ezért felváltották a normál lőszert használó erősebb típusok. Használhatóságát mi sem jelzi jobban hogy hadrendben tartották a Wehrmacht egységeinél egészen a háború végéig különösen az Atlanti-fal védelménél mint partvédelmi üteg. Utódjaként a 7,5 cm PaK 40 típusú löveg követte.

## Változatok
A németek kísérleteztek azzal, hogy a löveget beépítik repülőkbe mint egy nehéz repülőgép fegyvert. Egyik változata a Messerschmitt Me 262 sugárhajtású vadászgép főfegyvere lett volna de a tervet végül elvetették. Később ugyanezt a fegyver egy földre telepített légvédelmi ágyúként akarták használni, de a háború vége felé az idő rövidsége miatt úgy tűnik, hogy egyet sem állítottak elő belőle. Számos lánctalpas modell köztük a híres Sd.Kfz. 234 azaz a Puma főfegyvere volt ahol kiválóan helytállt. Továbbá a brit hadsereg annyit szerzett belőle, hogy a háború után felújította és felhalmozta őket a későbbi konfliktusokhoz.

## Alkalmazott lőszertípusok és páncéltörő tulajdonság
5 cm Pak 38 (L/60)
| 5 cm PaK 38                                 | Panzergranate 39 | Panzergranate 40 (Hartkern) | Stielgranate 42 | Sprenggranate |
| Lövedék súly                                | 2,25 kg          | 0,85 kg                     | 13,5 kg         | 1,96 kg       |
| Csőtorkolati sebesség                       | 823 m/s          | 1198 m/s                    | 160 m/s         | 549 m/s       |
| Páncélátütés 30°-os becsapódási szög esetén |                  |                             |                 |               |
| 500 m távolságból                           | 59 mm            | 72 mm                       | 180 mm          |               |
| 1000 m távolságból                          | 48 mm            | 38 mm                       |                 |               |
| Páncélátütés 60°-os becsapódási szög esetén |                  |                             |                 |               |
| 100 m távolságból                           | 73 mm            | 143 mm                      |                 |               |
| 250 m távolságból                           | 67 mm            | 109 mm                      |                 |               |
| 500 m távolságból                           | 61 mm            | 86 mm                       | 180 mm          |               |
| 750 m távolságból                           | 56 mm            | 69 mm                       |                 |               |
| 1000 m távolságból                          | 50 mm            | 55 mm                       |                 |               |
| 1250 m távolságból                          | 45 mm            | 44 mm                       |                 |               |
| 1500 m távolságból                          | 40 mm            |                             |                 |               |
| páncélátütés 90°-os becsapódási szög esetén |                  |                             |                 |               |
| 100 m távolságból                           | 99 mm            | 165 mm                      |                 |               |
| 250 m távolságból                           | 88 mm            | 141 mm                      |                 |               |
| 500 m távolságból                           | 78 mm            | 120 mm                      | 180 mm          |               |
| 750 m távolságból                           | 69 mm            | 101 mm                      |                 |               |
| 1000 m távolságból                          | 61 mm            | 84 mm                       |                 |               |
| 1250 m távolságból                          | 53 mm            | 70 mm                       |                 |               |
| 1500 m távolságból                          | 47 mm            |                             |                 |               |

## Fordítás
- Ez a szócikk részben vagy egészben  a(z)   5 cm Pak 38 című angol Wikipédia-szócikk fordításán alapul.  Az eredeti cikk szerkesztőit annak laptörténete sorolja fel. Ez a jelzés csupán a megfogalmazás eredetét és a szerzői jogokat jelzi, nem szolgál a cikkben szereplő információk forrásmegjelöléseként.